# Parkpipistrell
Parkpipistrell, tidigare även Kuhls fladdermus (Pipistrellus kuhlii) är en fladdermusart i familjen läderlappar (Vespertilionidae). 

## Utseende
Parkpipistrell är en liten fladdermus med en kroppslängd mellan 4 och 4,7 cm och vikt upp till 9 g. Den är mycket lik dvärgfladdermusen men kan igenkännas på vingens ljusa bakkant och den något ljusare färgteckningen. Svanslängden är 3,0 till 4,5 cm, underarmarna är 3,1 till 3,6 cm långa, bakfötternas längd är 0,6 till 0,8 cm och öronen är 1,0 till 1,3 cm långa. Håren som bildar pälsen är mörka nära roten och ljusa vid spetsen. Artens första premolara tand förekommer bara rudimentärt och den står lite bredvid tandraden.

## Vanor
Parkpipistrell förekommer i flera olika miljöer som gräsmarker, jordbruksbygder, oaser (i Sahara) och inte minst i samhällen, där den kan ses fånga insekter runt lyktstolpar. Den livnär sig på mindre insekter, som tvåvingar (mygg och flugor), mindre fjärilar och stövsländor. Dagvistet är förlagt till allehanda trånga utrymmen i byggnader, medan den övervintrar i klippskrevor och källare.
Honor föder i Europa vanligen tvillingar som blir könsmogna efter cirka ett år. Individerna lever ungefär åtta år. Under våren bildar honor egna kolonier som är skilda från hannarna och efter ungarnas födelse i juni eller juli kan dessa kolonier ha upp till 200 medlemmar. När ungarna är självständiga en månad senare upplöser sig kolonin. Parkpipistrell vandrar bara korta sträckor mellan platsen för fortplantningen och platsen där den går i ide.
Lätet som används för ekolokaliseringen består av två korta skrik varav det första skriket har en varierande frekvens medan det andra skriket har en jämn frekvens. Tillsammans är skriken cirka 14 millisekunder långa.

## Utbredning
Utbredningsområdet sträcker sig från Iberiska halvön, Frankrike utom längst i norr, Italien, Österrike, Ungern, Balkan, Ukraina, sydvästra Ryssland, österut via Irak och Iran till Pakistan samt delar av Afghanistan och Kazakstan. Vidare från Turkiets medelhavskust söderöver ner genom Israel, Palestina, Jordanien och så gott som hela Arabiska halvön och Nordafrika, inkluderande norra Egypten.